# Schachbundesliga 1997/98 (Frauen)
Die Saison 1997/98 war die siebte Spielzeit der Schachbundesliga der Frauen. Aus der 2. Bundesliga waren der Hamburger SK, Vimaria Weimar und die Schachgesellschaft Augsburg aufgestiegen. Während die Hamburgerinnen den Klassenerhalt erreichten, mussten Weimar und Augsburg direkt wieder absteigen außerdem stieg auch OTG Gera ab.
Der Titelverteidiger Elberfelder Schachgesellschaft 1851 leistete sich zwei Niederlagen gegen die Rodewischer Schachmiezen und den Hamburger SK, konnte aber trotzdem mit einem Punkt Vorsprung vor dem Hamburger SK erneut die Bundesliga gewinnen.
Zu den gemeldeten Mannschaftskadern der teilnehmenden Vereine siehe Mannschaftskader der deutschen Schachbundesliga 1997/98 (Frauen).

## Abschlusstabelle
|     | Verein                                  | Sp | G | U | V  | MP    | Brett-P.  |
| --- | --------------------------------------- | -- | - | - | -- | ----- | --------- |
| 1.  | Elberfelder Schachgesellschaft 1851 (M) | 11 | 8 | 1 | 2  | 17:5  | 41,5:24,5 |
| 2.  | Hamburger SK (N)                        | 11 | 8 | 0 | 3  | 16:6  | 36,5:29,5 |
| 3.  | SC Leipzig-Gohlis                       | 11 | 7 | 0 | 4  | 14:8  | 36,0:30,0 |
| 4.  | Karlsruher Schachfreunde                | 11 | 5 | 4 | 2  | 14:8  | 35,5:30,5 |
| 5.  | Krefelder Schachklub Turm 1851          | 11 | 5 | 2 | 4  | 12:10 | 36,0:30,0 |
| 6.  | Rodewischer Schachmiezen                | 11 | 6 | 0 | 5  | 12:10 | 34,0:32,0 |
| 7.  | Dresdner SC                             | 11 | 3 | 4 | 4  | 10:12 | 34,0:32,0 |
| 8.  | SK Holsterhausen                        | 11 | 4 | 2 | 5  | 10:12 | 33,5:32,5 |
| 9.  | USV Halle                               | 11 | 4 | 2 | 5  | 10:12 | 29,5:36,5 |
| 10. | Vimaria Weimar (N)                      | 11 | 3 | 3 | 5  | 9:13  | 31,0:35,0 |
| 11. | OTG Gera                                | 11 | 3 | 2 | 6  | 8:14  | 30,0:36,0 |
| 12. | Schachgesellschaft Augsburg (N)         | 11 | 0 | 0 | 11 | 0:22  | 18,5:47,5 |

## Entscheidungen
|     | Deutscher Meister: Elberfelder Schachgesellschaft 1851                                         |
|     | Abstieg in die 2. Bundesliga der Frauen: Vimaria Weimar, OTG Gera, Schachgesellschaft Augsburg |
| (M) | Meister der letzten Saison                                                                     |
| (N) | Aufsteiger der letzten Saison                                                                  |

## Kreuztabelle
| Ergebnisse | Ergebnisse                          | 1. | 2. | 3. | 4. | 5. | 6. | 7. | 8. | 9. | 10. | 11. | 12. |
| ---------- | ----------------------------------- | -- | -- | -- | -- | -- | -- | -- | -- | -- | --- | --- | --- |
| 1.         | Elberfelder Schachgesellschaft 1851 |    | 2  | 5½ | 4½ | 3½ | 2  | 3  | 4  | 4  | 4   | 4   | 5   |
| 2.         | Hamburger SK                        | 4  |    | 3½ | 2½ | 2  | 4  | 3½ | 3½ | 4  | 2   | 3½  | 4   |
| 3.         | SC Leipzig-Gohlis                   | ½  | 2½ |    | 1½ | 4  | 3½ | 2  | 4  | 5  | 5   | 4   | 4   |
| 4.         | Karlsruher Schachfreunde            | 1½ | 3½ | 4½ |    | 3  | 2  | 3  | 4½ | 3  | 3   | 3½  | 4   |
| 5.         | Krefelder Schachklub Turm 1851      | 2½ | 4  | 2  | 3  |    | 5  | 3½ | 2  | 3  | 2½  | 4½  | 4   |
| 6.         | Rodewischer Schachmiezen            | 4  | 2  | 2½ | 4  | 1  |    | 3½ | 4½ | 2½ | 3½  | 2   | 4½  |
| 7.         | Dresdner SC                         | 3  | 2½ | 4  | 3  | 2½ | 2½ |    | 3  | 1½ | 3½  | 3   | 5½  |
| 8.         | SK Holsterhausen                    | 2  | 2½ | 2  | 1½ | 4  | 1½ | 3  |    | 5  | 3   | 5½  | 3½  |
| 9.         | USV Halle                           | 2  | 2  | 1  | 3  | 3  | 3½ | 4½ | 1  |    | 4   | 2   | 3½  |
| 10.        | Vimaria Weimar                      | 2  | 4  | 1  | 3  | 3½ | 2½ | 2½ | 3  | 2  |     | 3   | 4½  |
| 11.        | OTG Gera                            | 2  | 2½ | 2  | 2½ | 1½ | 4  | 3  | ½  | 4  | 3   |     | 5   |
| 12.        | Schachgesellschaft Augsburg         | 1  | 2  | 2  | 2  | 2  | 1½ | ½  | 2½ | 2½ | 1½  | 1   |     |

## Die Meistermannschaft
| 1.            | Elberfelder Schachgesellschaft 1851 |
| Schachfiguren | Peng Zhaoqin, Nataša Bojković, Jordanka Mičić, Gisela Fischdick, Vera Medunova, Joyce Fongers, Ewa Nagrocka, Silke Schubert, Christina Mädje. |

## 2. Bundesliga
| Platz | Verein                 | M-Punkte | B-Punkte |
| ----- | ---------------------- | -------- | -------- |
| 1     | Rotation Berlin (A)    | 14       | 34,0     |
| 2     | SV Chemie Guben (A)    | 12       | 26,0     |
| 3     | Braunschweiger SF      | 08       | 19,0     |
| 4     | USV Potsdam            | 06       | 22,0     |
| 5     | Zugzwang Minden (N)    | 06       | 15,0     |
| 6     | Königsspringer Hamburg | 05       | 18,5     |
| 7     | Bremer SG              | 04       | 19,5     |
| 8     | SC Kreuzberg           | 01       | 14,0     |

| Platz | Verein                 | M-Punkte | B-Punkte |
| ----- | ---------------------- | -------- | -------- |
| 1     | SV Leipzig 1899        | 13       | 30,5     |
| 2     | SV Stuttgart-Wolfbusch | 11       | 27,0     |
| 3     | SV Fortuna Regensburg  | 10       | 28,0     |
| 4     | Lok Leipzig Mitte      | 06       | 22,0     |
| 5     | USV Halle II           | 06       | 17,0     |
| 6     | FC Tegernheim (N)      | 05       | 15,5     |
| 7     | Frauenschach Leipzig   | 02       | 14,0     |
| 8     | Dresdner SC II         | 01       | 14,0     |

| Platz | Verein                 | M-Punkte | B-Punkte |
| ----- | ---------------------- | -------- | -------- |
| 1     | SV 1920 Hofheim (A)    | 10       | 26,0     |
| 2     | SG Bochum 31 (N)       | 10       | 25,5     |
| 3     | Weiße Dame Borbeck (N) | 08       | 18,0     |
| 4     | TSV Schott Mainz       | 06       | 15,0     |
| 5     | SG Heiligenhaus        | 04       | 18,5     |
| 6     | SF Dortmund-Brackel    | 02       | 15,0     |
| 7     | Post SV Karlsruhe      | 02       | 08,0     |
|       | SV Koblenz             | Rückzug  | Rückzug  |